# Aleksander Ziemny

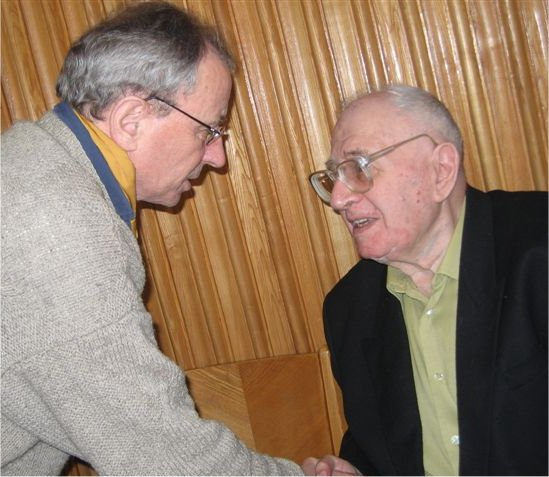
Aleksander Ziemny w rozmowie z Andrzejem Mencwelem – Warszawa, 30 stycznia 2007

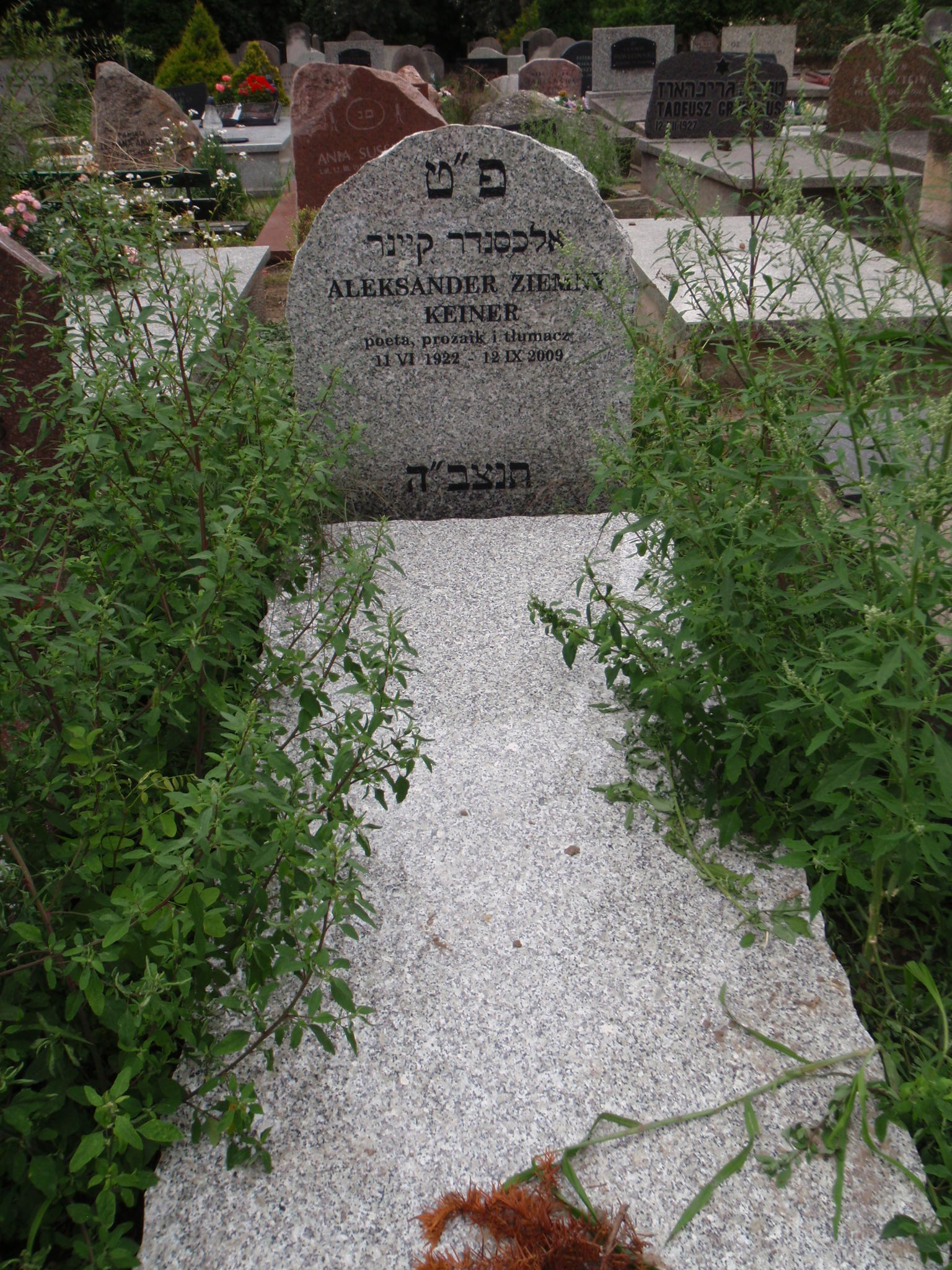
Grób Aleksandra Ziemnego na cmentarzu żydowskim przy ulicy Okopowej

Aleksander Ziemny, pierwotnie Aleksander Ryszard Keiner; ps.: Ingratus; Stefan Rymarz; (Top); (zet); Ziem (ur. 11 czerwca 1924 w Krakowie, zm. 12 września 2009 w Warszawie) – polski poeta, prozaik, reportażysta, tłumacz literatury pięknej z języka angielskiego, rosyjskiego, ukraińskiego i hebrajskiego.

## Życiorys
Urodził się w rodzinie żydowskiej, jako syn adwokata Ferdynanda Keinera (1893-1938) i Pauliny z domu Kleinberg (1896-1987), pielęgniarki. Uczęszczał do szkoły powszechnej i Gimnazjum Sanatoryjnego Męskiego Dra Jana Wieczorkowskiego w Rabce. Po wybuchu II wojny światowej przebywał we Lwowie i w Podhajcach (Podole). W czerwcu 1940 został stamtąd wywieziony na przymusowe roboty na Uralu (obóz Pyszma w obwodzie swierdłowskim), gdzie pracował m.in. jako woźnica, drwal, robotnik kolejowy. W 1940 rozpoczął twórczość poetycką. W latach 1943–1944 był nauczycielem języka niemieckiego w szkole średniej w rejonie pyszmińskim. W lipcu 1944 wstąpił jako ochotnik do Wojska Polskiego w ZSRR; następnie adept Oficerskiej Szkoły Piechoty w Riazaniu. W 1945 wraz z I Armią Wojska Polskiego powrócił do Polski.
Zdemobilizowany, powrócił do Krakowa, od 1946 do 1969 (stała współpraca do 1949) dziennikarz krakowskiego Przekroju. W tym samym roku debiutował wierszem pt. „Czwarta droga” (data powstania: 1941), opublikowanym w „Odrodzeniu”. Od 1948 w Warszawie. Dziennikarz „Życia Warszawy” (1948), Agencji Prasowo-Informacyjnej (API, 1949-1955). Publikował także w pismach: „Rzeczpospolita”, „Szpilki” (1949-1963, 1966, 1969), „Życie Literackie” (1953–1971, 1974, 1975), „Nowa Kultura” (1952−1958), „Zwierciadło” (1960–1963). Od 1956 do 1969 dziennikarz w tygodniku „Świat” (m.in. aforyzmy z cyklu pt. Ruszanie mózgiem, liczne reportaże). Jako dziennikarz i reporter odbywał wiele podróży zagranicznych, m.in. do Anglii, Bułgarii, Chin, Czechosłowacji, Francji, Meksyku, Stanów Zjednoczonych, Szwecji, Włoch, na Bliski Wschód, do Szwajcarii, Związku Radzieckiego, Kanady, Hiszpanii i Izraela.
Po zamknięciu pisma „Świat”, co stanowiło pokłosie wydarzeń Marca 1968, w latach 1969-1973 pracował w miesięczniku „Ty i Ja”. Swoją twórczość – przekładową i własną – publikował w tym czasie m.in. w pismach: „Współczesność” (1970–1971, m.in. cykl Listy do siebie), „Literatura” (1975-1981, 1986–1989; m.in. przekłady wierszy i prozy z języków: angielskiego, niemieckiego, rosyjskiego i hebrajskiego). Od 1973 na rencie inwalidzkiej. W 1981 pracował wolontaryjnie jako sanitariusz w Szpitalu Bielańskim w Warszawie. Przekłady z literatury żydowskiej zamieszczał w pismach „Tygodnik Powszechny” (1981), „Pismo” (1981), „Kurier Polski” (1984). W 1987 (pod ps. „Ingratus”) publikował przekłady poezji z języka rosyjskiego w pismach II obiegu: „Europa”, „Kultura Niezależna” i „Miesięcznik Małopolski”. W latach 90. swoje publikacje zamieszczał w pismach: „Literatura” (1991−1996), „Rzeczpospolita” (1997–2006), „Midrasz” (1997–2009).
Odznaczenia i wyróżnienia: Srebrny Krzyż Zasługi (1945), Medal Bat Jamu (1987), Nagroda Polskiego PEN Clubu za przekłady literatury hebrajskiej (1998).
Członek: Związku Zawodowego Literatów Polskich (późniejszy Związek Literatów Polskich; 1947-1983, Związku Zawodowego Dziennikarzy RP (późniejsze Stowarzyszenie Dziennikarzy Polskich, 1951-1976), Stowarzyszenia Pisarzy Polskich (1989-2009), Polskiego PEN Clubu (1993-2009).
Mieszkał w Warszawie, na Bielanach. Został pochowany 15 września 2009 na cmentarzu żydowskim przy ulicy Okopowej w Warszawie (kwatera 2).

## Życie prywatne
W Krakowie w 1948 poślubił Marię Janinę Zipper (1922–2018), pochodzącą z zasymilowanej rodziny żydowskiej, która po II wojnie światowej zmieniła nazwisko na Zaremba. Mieli dwie córki: Małgorzatę i Alinę. Ze strony ojca był kuzynem Jerzego Korczaka.

## Twórczość
- Przestrzeń bez echa. Pisane na obczyźnie w latach 1940–1945 (poezje; Przełom 1947)
- Teraz i zawsze (poezje; Czytelnik 1956)
- Przystanek dla ciebie (poezje; Czytelnik 1960)
- Gniazdo (poezje; Ludowa Spółdzielnia Wydawnicza 1964)
- Partia macao (opowiadania; Iskry 1964)
- Misjonarze w jesionkach (reportaże; 1965)
- Dziesiątka (opowiadania; Ludowa Spółdzielnia Wydawnicza 1967)
- Oczy na Meksyk (wespół z Ryszardem Bańkowiczem; Iskry 1968)
- Rękodzieło (poezje; Ludowa Spółdzielnia Wydawnicza 1968)
- Flirt z Wołominem (reportaże; Czytelnik 1970)
- Jawa (poezje; Ludowa Spółdzielnia Wydawnicza 1971)
- Listy do siebie (1961-1971) (wspomnienia; Czytelnik 1973)
- Sposoby życia (szkice biograficzne; Iskry 1973)
- Tlen (poezje; Ludowa Spółdzielnia Wydawnicza 1974)
- Oda do głupoty (poezje i satyry; Iskry 1975)
- Liryka (poezje; Wydawnictwo Literackie 1977)
- Coraz krótsze lata (wspomnienia; Czytelnik 1978)
- Wiersze wybrane (Czytelnik 1980)
- Mój niemy przyjaciel (opowiadania; Czytelnik 1981)
- Nowe wiersze i przekłady (Czytelnik 1985, ISBN 83-07-01258-9)
- Opowiadania dawne i nowe (Wydawnictwo Literackie 1985)
- Miejsca pożegnane. Szkice z podróży 1958-1984 (Czytelnik 1989)
- Notesy adresowe (poezje; edycja w języku polskim i hebrajskim; Tłum. Miriam Akavia i A. Braunem, przedmowa: Ryszard Loew; Tel-Aviv: Eked 1989)
- Jeszcze ciszej. Strofy z lat 1985–1990 (poezje; Warszawski Klub Młodej Sztuki „Tinta” 1990)
- Zły interes (opowiadania; Warszawski Klub Młodej Sztuki „Tinta” 1990)
- Rzeczy ukraińskie (publicystyka; Verba 1991)
- Moja podróż na Kozaczyznę i inne szkice (Verba 1992)
- Żartem. Anegdoty i dowcipy z lat 1945–1990 (Warszawski Klub Młodej Sztuki „Tinta” 1992)
- Problem osobisty. Wiersze z pięćdziesięciu lat (Verba 1994)
- Co się z nami dzieje (felietony; przedmowa: Andrzej Drawicz; CiS 1995)
- Resztki mniejszości, czyli Żydzi polscy dzisiaj (szkice; Oficyna Bibliofilów 1997; wydanie 2 uzupełnione: 2000)
- Czasami pamięć nie kłamie (szkice; Oficyna Bibliofilów 1998)
- Wiersze 1940-1998 (Czytelnik 1999)
- W ostrych przeciągach. Szkice na zmianę pogody (Magazyn Literacki 2000)
- Miarka do miarki. Wybór szkiców z lat 1970-2002 (Przedmowa: Ryszard Kapuściński; Nowy Świat 2003)
- Późne sonety (poezje; Wydawnictwo Literackie 2003)
- Późne sonety II (poezje; Nowy Świat 2006, ISBN 83-7386-186-6)
- Nie ma sądnego dnia (szkice i felietony; Austeria 2007, ISBN 978-83-89129-48-2)

## Publikacje w pracach zbiorowych
- Wspomnienie o Lucjanie Wolanowskim, [w:] Wokół reportażu podróżniczego. Tom 3. Lucjan Wolanowski (1920-2006). Studia – szkice – materiały (Wydawnictwo Uniwersytetu Śląskiego, Katowice 2009, seria: „Prace naukowe Uniwersytetu Śląskiego nr 2683”, ISBN 978-83-226-1802-8, ISSN 0208-6336)

## Przekłady i prace redakcyjne
- K. Abrosenko, Kultura radziecka – przodująca kultura świata (Książka i Wiedza 1952)
- Poezje nowohebrajskie (Wybór, przekład, przedmowa, noty; Państwowy Instytut Wydawniczy 1986), ISBN 83-06-01299-2; wydanie 2 rozszerzone: Państwowy Instytut Wydawniczy 1988)
- Powrót poetów. 224 wiersze rosyjskie (Wybór, przekład, wstęp, objaśnienia; Iskry 1990)
- Poeci Złotej Ery: Jehuda Halevi, Moses ibn Ezra, Solomon ibn Gabirol (Wybór, przekład i wstęp; Fundacja Shalom 1996)
- Nikołaj Gogol, Taras Bulba (Przekład, wstęp i przypisy; Posłowie: Janusz Tazbir; Czytelnik 2002)
- Lina Kostenko, Wiersze (Wybór, współautor przekładów, posłowie; Pozostali tłumacze: Leszek Engelking, Józef Waczków, Wiktor Woroszylski; Początkowo: Iskry 1990, ISBN 83-207-1318-8; pierwotnie zaplanowana edycja nie doszła ostatecznie do skutku na skutek konfliktu autorki z wydawnictwem; gotowy skład książki opublikowało Wyd. Aldyna jako odbitkę na prawach rękopisu w ilości 25 numerowanych egzemplarzy)